# Rhampholyssodes pitcheri
Rhampholyssodes pitcheri es una especie de coleóptero de la familia Meloidae.

## Distribución geográfica
Habita en Arabia Saudita y en los Emiratos Árabes Unidos.